# Comunitat científica
La comunitat científica consta del cos total de científics, les seves relacions i interaccions. Es divideixen normalment en "subcomunitats", cada un treballant en un camp particular de la ciència (per exemple existeix una comunitat de robòtica dins del camps de les ciències de la computació).
Membres de la mateixa comunitat no necessiten treballar en conjunt. La comunicació entre membres s'estableix per la disseminació de treball d'investigació i hipòtesi a través d'articles en revistes científiques o assistint a conferències on noves investigacions són presentades i idees intercanviades i decatides. Existeixen també molt mètodes informals de comunicació de treballs científics així com resultats.
La "membresi" a la comunitat és generalment una funció de l'educació, l'estat laboral i afiliació institucional. Sociolegs que han estudiat comunitat científiques han descobert que el gènere, raça i classe social poden ser factors influents per l'ingrés a la comunitat. Històrica i actualment els científics han usat una varietat de mètodes per determinar qui pertany o no a la comunitat científica, la qual cosa és generalment requerit per determinar quins camps de la investigació poder ser marcat com a ciència. Camps del coneixement que semblen científics, però són jutjats com força de les normes de la comunitat científica, són marcats com a "pseudociència".

### Sociologies de la ciència
- Bruno Latour y Steve Woolgar, Laboratory life: the social construction of scientific facts (Beverly Hills: Sage Publications, 1979).
- Sharon Traweek, Beamtimes and lifetimes: the world of high energy physicists (Cambridge, Mass.: Harvard University Press, 1988).
- Steven Shapin and Simon Schaffer, Leviathan and the air-pump: Hobbes, Boyle, and the experimental life (Princeton, N.J.: Princeton University Press, 1985).

### Història i filosofia de la ciència
- Thomas Kuhn, The Structure of Scientific Revolutions (Chicago: University of Chicago Press, 1962).